# Hôtel particulier Roukavichnikov
L'hôtel particulier Roukavichnikov (Усадьба С. М. Рукавишникова) est une demeure de la ville de Nijni Novgorod en Russie. Cet hôtel particulier est situé dans le centre historique de la ville, quai supérieur de la Volga, et a été construit en style éclectique en 1875-1877, selon les plans du fameux architecte moscovite Piotr Boïtsov. Sa silhouette peinte en bleu ciel avec des stucs blancs marque le panorama de la ville donnant sur la Volga. Il est à l'angle du quai supérieur de la Volga et de la rue Piskounov.
Aujourd'hui cet édifice prestigieux est une filiale du musée des beaux-arts de la ville. C'est un objet protégé du patrimoine architectural de la fédération de Russie. Des concerts de la Philharmonie de Nijni Novgorod y sont donnés régulièrement dans l'ancienne salle de bal de l'hôtel particulier.

## Histoire

### Auparavant
Le territoire où se trouve aujourd'hui l'hôtel Roukavichnikov était autrefois celui d'une petite fortification médiévale avec des palissades de bois et des remblais construite dans les années 1360. Deux escaliers descendaient vers la Volga et de l'autre côté une voie menait jusqu'au monastère de l'Exaltation-de-la-Croix. La fortification est détruite au début du XVIIIe siècle mais les remblais sont conservés et l'endroit n'est pas propice aux constructions .
Les plans urbains de la fin du XVIIIe siècle et du début du XIXe siècle qui mettent en avant le style néoclassique ne concernent pas cet emplacement qui demeure non construit jusque dans les années 1830 et est occupé par des jardins et des potagers et quelques bâtiments de services pour les hôtels particuliers plus au loin, rue Joukovski. À l'est de l'endroit se trouvait la demeure avec potager du sous-commis à la chancellerie, Ivan Jiteline. Au-dessus du grand fossé, se trouvait la maison du major en second Fiodor Boukhvalov avec un verger. On construit sur ce terrain en 1799 une maison entourée d'un jardin avec des bâtiments de service à l'angle de l'ancienne fortification et de la toute nouvelle rue Joukovski.
La limite du futur quai supérieur de la Volga est tracée dans les années 1830 dans le cadre d'un plan massif de réaménagement urbain. La première visite officielle de l'empereur Nicolas Ier à Nijni Novgorod en octobre 1834 lance l'opération. Le projet du nouveau quai est fait par l'architecte de la province I.E. Efimov et l'ingénieur Peter Gotmann et il est approuvé en 1835. Il est mis en œuvre par l'ingénieur A.I. Podnozov. Le pavement est terminé à l'automne 1839.
La construction de maisons en pierre commence dans les années 1840. L'hôpital Martynovski est terminé vers 1850 et l'on construit un peu plus tard l'Institut Mariinsky pour l'enseignement des demoiselles de la noblesse, ainsi que quelques demeures privées dont celle du marchand Sérapion Vezlomtsev occupant une partie de la parcelle du futur hôtel Roukavichnikov. La maison de maîtres du marchand Vezlomtsev est construite en style néoclassique tardif. En 1868, la propriété est achetée aux enchères par le riche marchand de la première guilde, l'industriel Mikhaïl Grigorievitch Roukavichnikov. La propriété comprenant une maison de pierre d'un étage et des communs est achetée pour 4 000 roubles.
L'industriel Roukavichnikov meurt en 1874 et les procédures d'héritage durent jusqu'à la fin de l'année 1875. L'un des fils, Sergueï Mikhaïlovitch, en devient le propriétaire, puis dans les années 1890, Ivan, Sergueï, Mitrophane, Nicolas et Eugénie Roukavichnikov (ses frères et sa belle-sœur). Après juin 1891, le seul propriétaire est de nouveau Sergueï Mikhaïlovitch Roukavichnikov.

### Projets

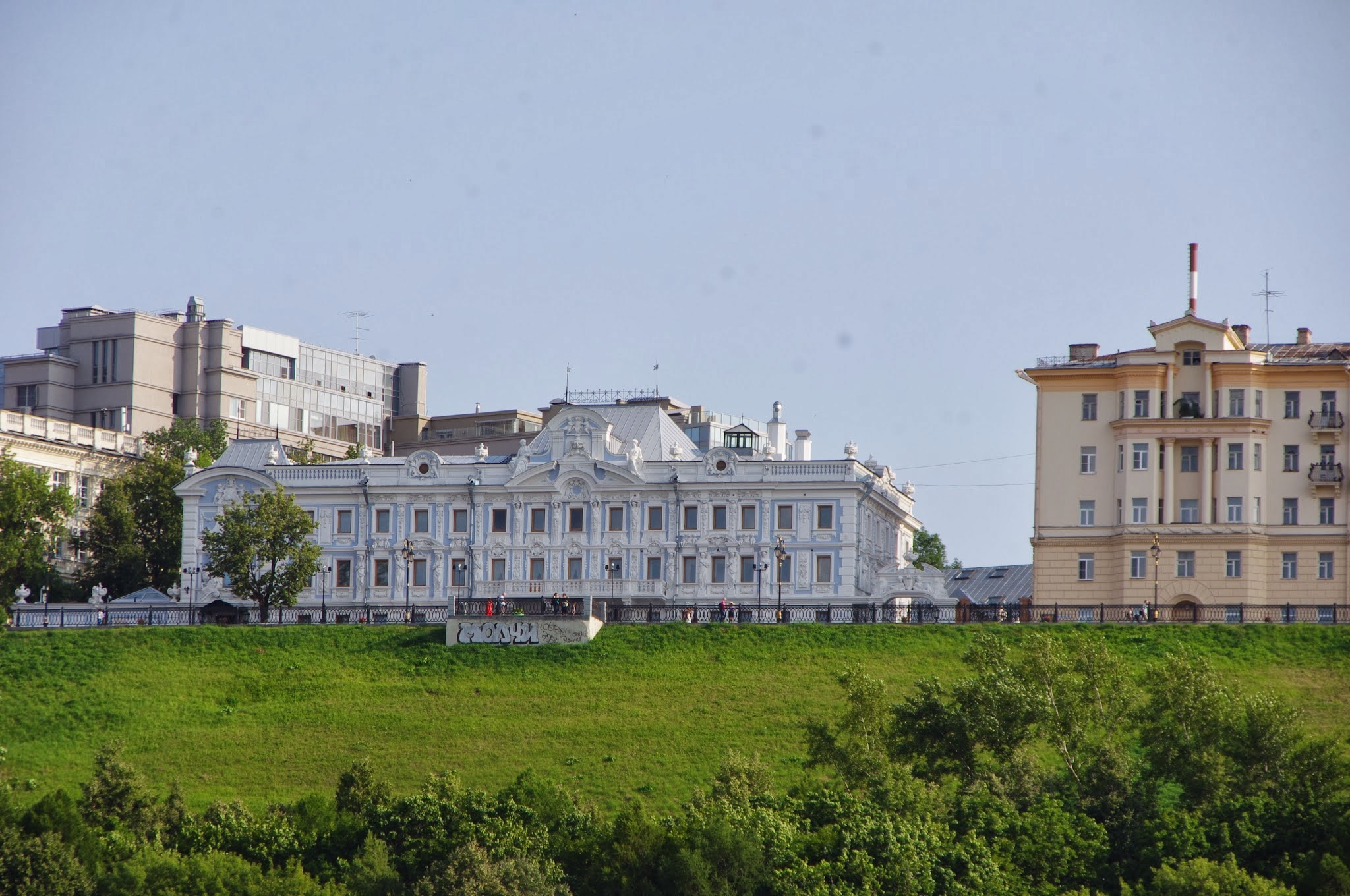
L'hôtel Roukavichnikov.

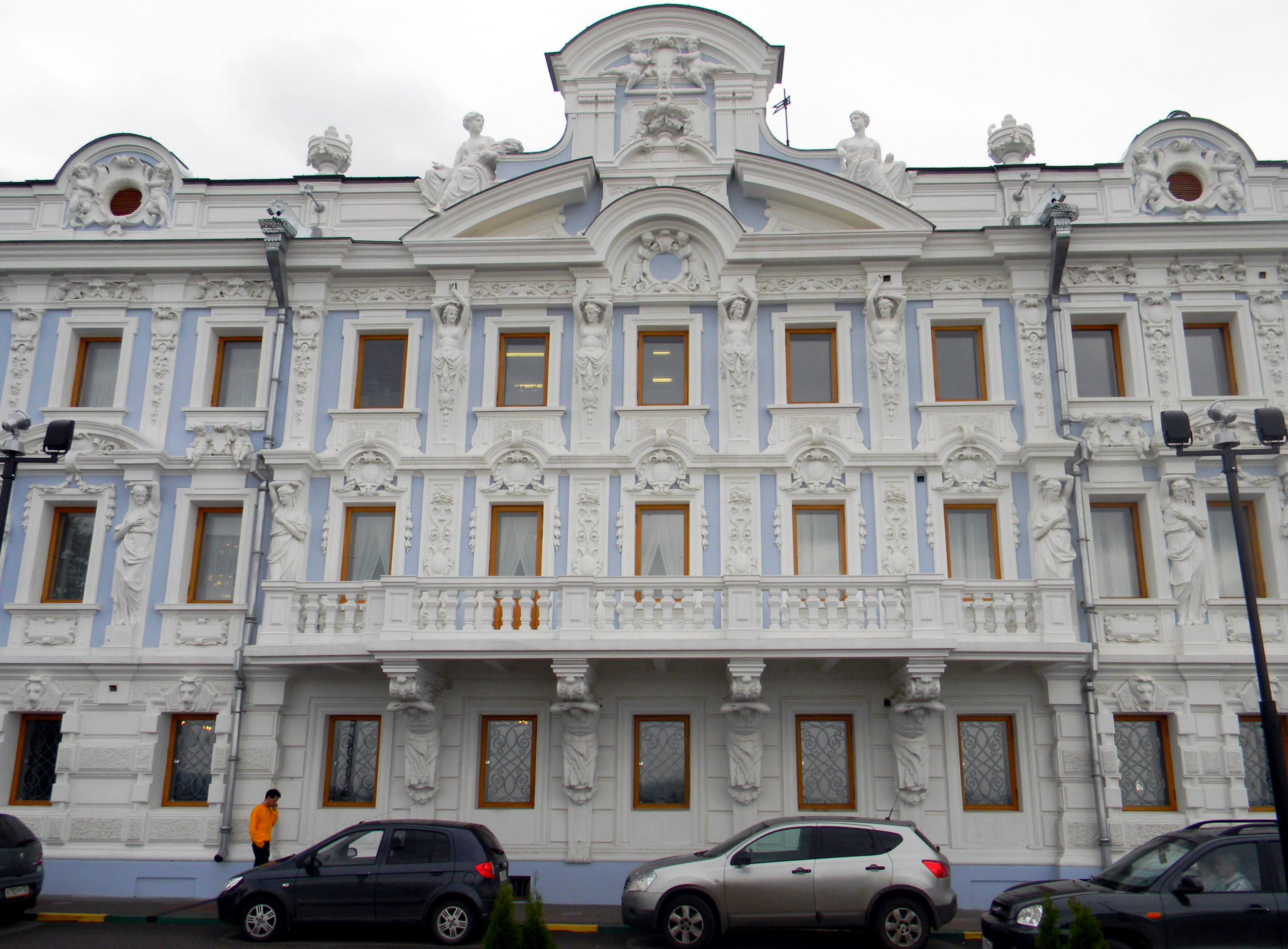
Façade.

L'on n'a pas trouvé de projets de plans de l'édifice actuel dans les archives, mais d'autres prenant pour base l'ancien hôtel particulier du marchand Vezlomtsev. Celui de mai 1875 prévoit de surélever d'un étage l'ancienne demeure avec une mezzanine. L'ingénieur-architecte Robert Kielewein prend les choses en mains. Le deuxième projet signé de Kielewein et de Sergueï Roukavichnikov prévoit une reconstruction plus importante dans le goût historiciste, mais il n'est pas réalisé.
La fortune colossale de la famille Roukavichnikov nécessite de prévoir une demeure prestigieuse à la mesure de son besoin de représentation vis-à-vis de ses concurrents et de ses clients et au delà, des habitants. Dans le livre d'Ivan Roukavichnikov (un des fils de Sergueï) intitulé Le Genre maudit («Проклятый род»), et publié en 1912, il est fait mention de la nouvelle demeure qui concrétise les rêves du riche héritier: «La future maison est grande et magnifique. Un millier d'ouvriers seront à l'œuvre. Les dessins et les plans viennent de Moscou et de Saint-Pétersbourg. Ce sera un véritable palais avec une centaine de pièces. Une grande salle à deux lumières, un escalier d'honneur en marbre qu'on ne verra nulle part ailleurs. Et cela coûtera un million. Que la ville entière retienne son souffle ! Et que l'on vienne de toute la Volga pour l'admirer! Où doit-il se montrer?  Non pas dans une rue étroite où il y a des maisons de chaque côté, mais sur les quais, tout en haut...».
Le choix du style historiciste n'est pas dû au hasard, mais comme reflet du capitalisme triomphant de cette époque et des choix esthétiques des industriels et riches marchands. La classe des marchands alors « cherchait bruyamment à souligner son influence financière, sa volonté et sa puissance ». L'exigence d'éclectisme s'expliquait par le désir de la bourgeoisie de s'affirmer dans la société russe, ce qui a donné lieu à une sorte de culte du luxe. Cela s'appliquait bien sûr aux Roukavichnikov qui étaient venus à Nijni Novgorod attirés par la foire de la Saint-Macaire dans les années 1810 et qui étaient originaires de la petite ville de Balakhna.
L'auteur du projet est le fameux architecte moscovite Piotr Boïtsov, et Mikhaïl Mikechine a dessiné certains aspects des façades. Boïtsov et Mikechine n'avaient pas encore atteint la renommée qu'ils eurent à partir des années 1880. L'ingénieur Robert Kielewein joue aussi un grand rôle pour les travaux. L'on ne connaît pas le nom de l'auteur des décorations, mais celui des fresques, des plafonds, de l'escalier d'honneur en marbre, des décorations de la salle de bal, de l'avant-salle est Foma Toropov.

### Construction

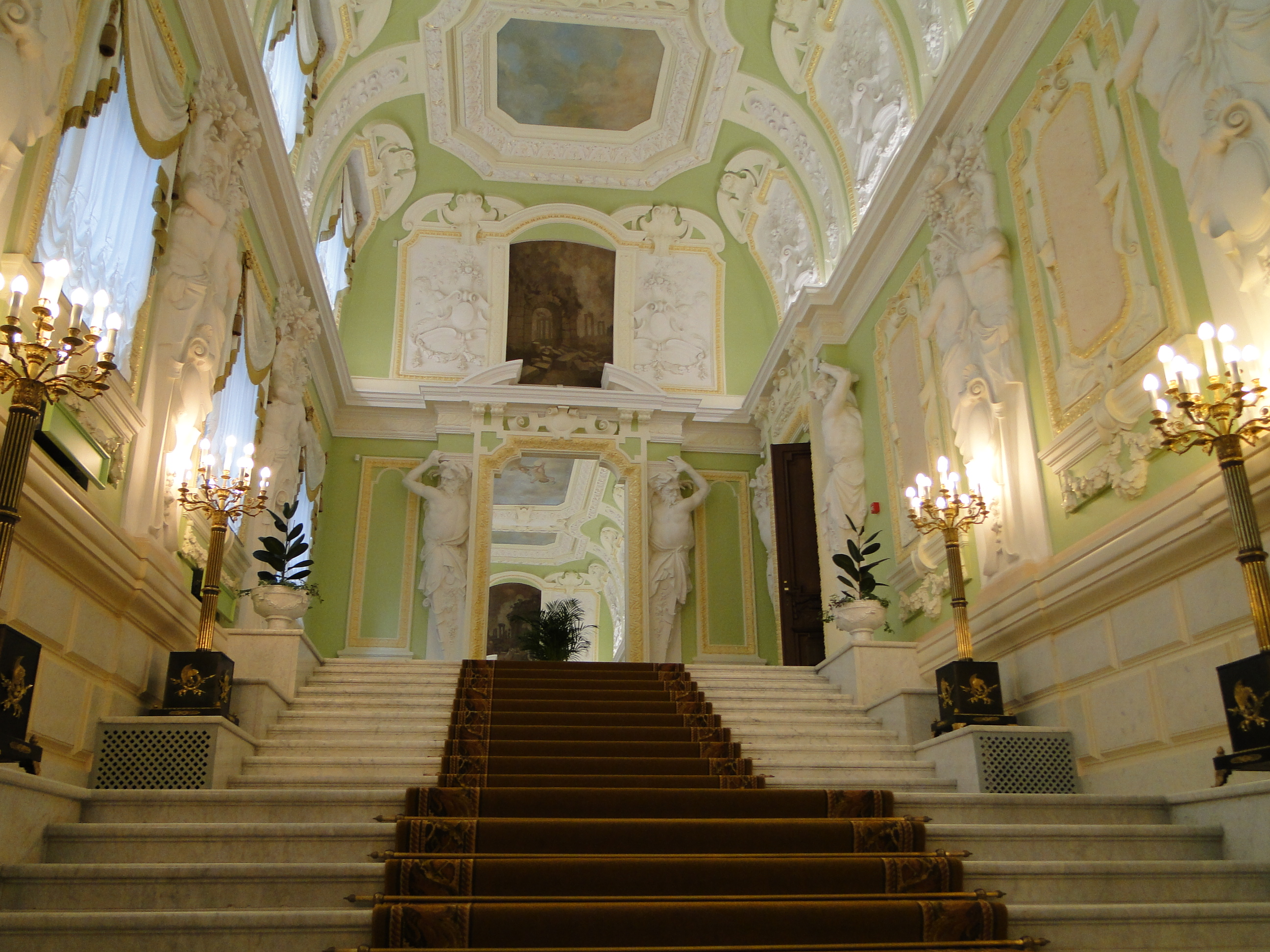
Escalier d'honneur.
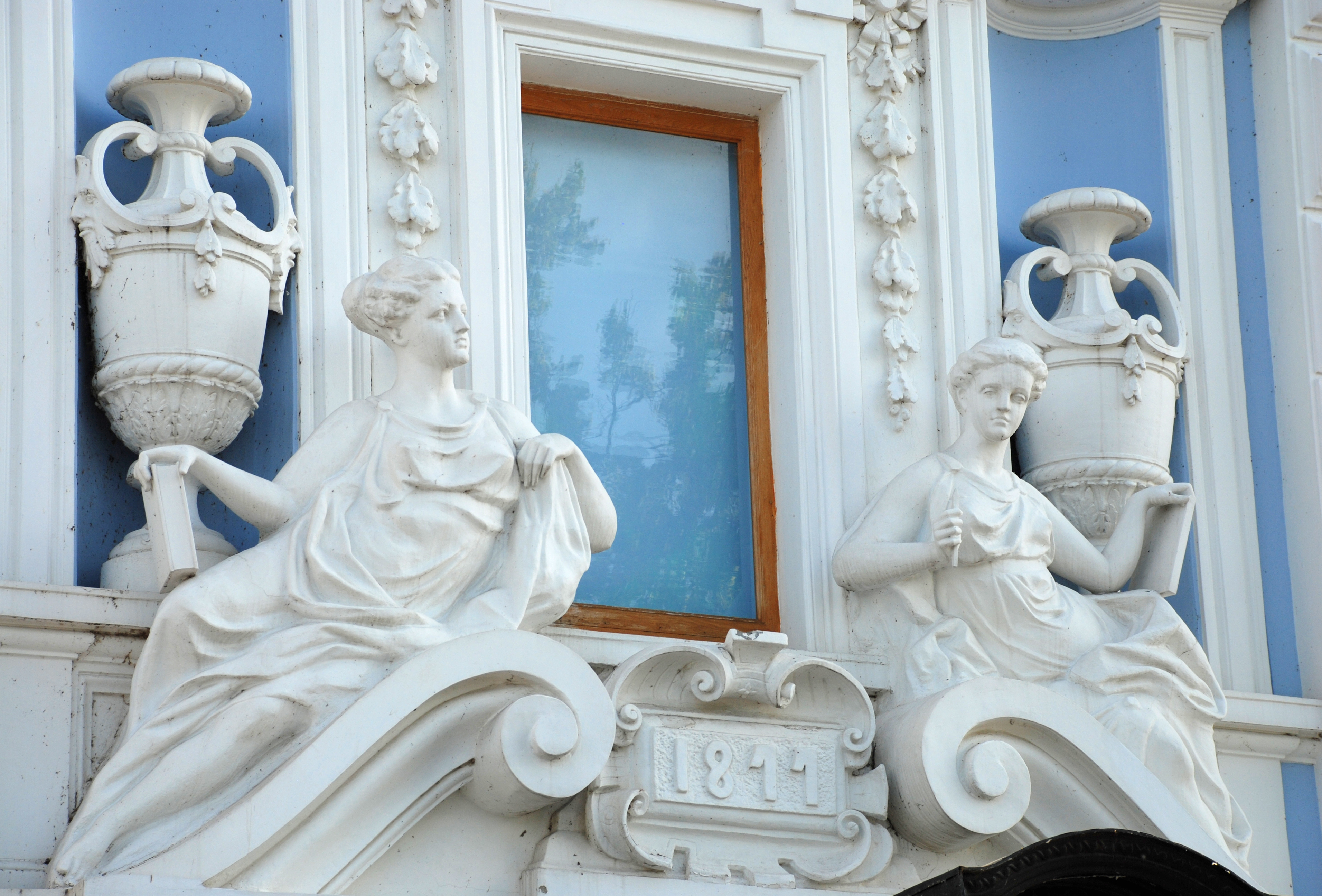
Sculptures de la façade et date de la fin de la construction «1877».
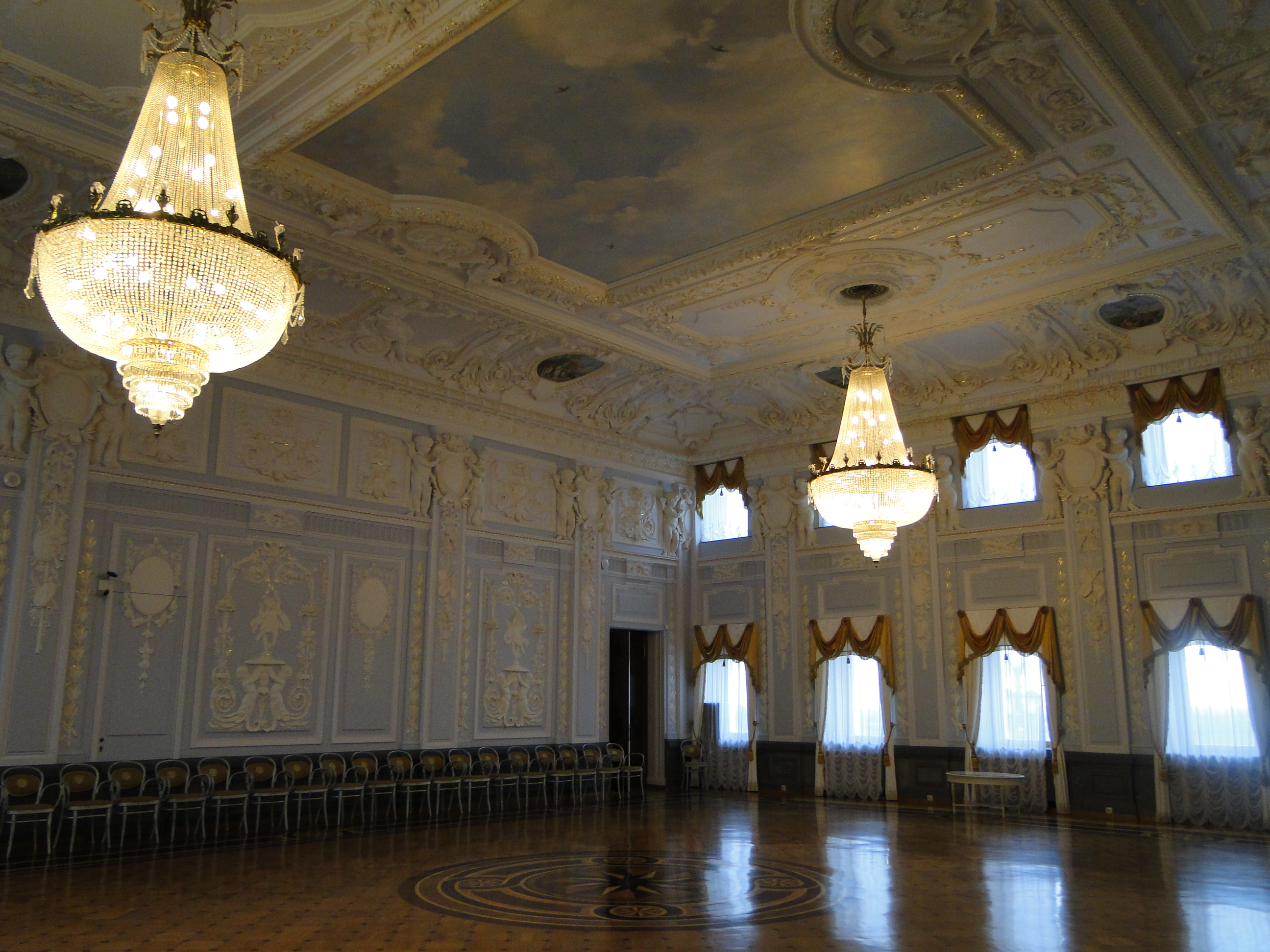
La salle de bal.
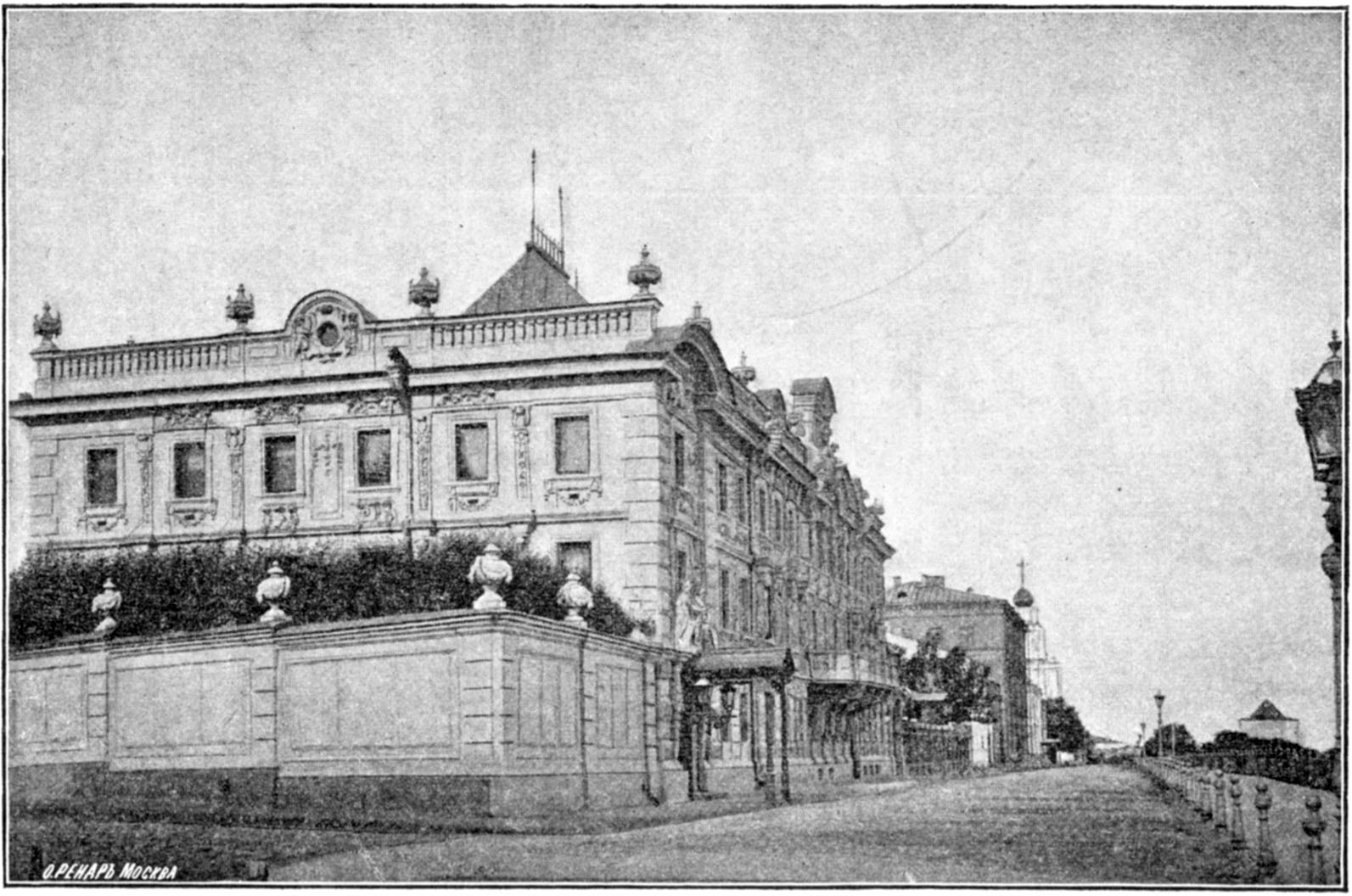
L'hôtel Roukavichnikov en 1896.

Les travaux commencent en 1875. L'ancien fossé est comblé. L'eau courante est installée en juillet 1876 après l'installation spéciale d'un édifice avec mécanisme locomobile. Les travaux d'ensemble sont terminés en 1877. Mais l'installation intérieure n'est pas encore terminée en 1879. Le maître de maison ne peut occuper qu'une partie de la demeure, vivant en haut. Tout est terminé fin 1879, début 1880.
L'édifice n'est pas construit de zéro, puisque l'ancien hôtel particulier lui a servi de base. Ainsi dans la partie Ouest la structure de l'ancienne maison est pratiquement intacte. À l'époque la mère de Sergueï Roukavichnikov était encore en vie et lui-même vivait de ses rentes sans encore s'intéresser aux affaires familiales et se consacrait surtout à son élevage de chevaux.

### Suite de l'histoire

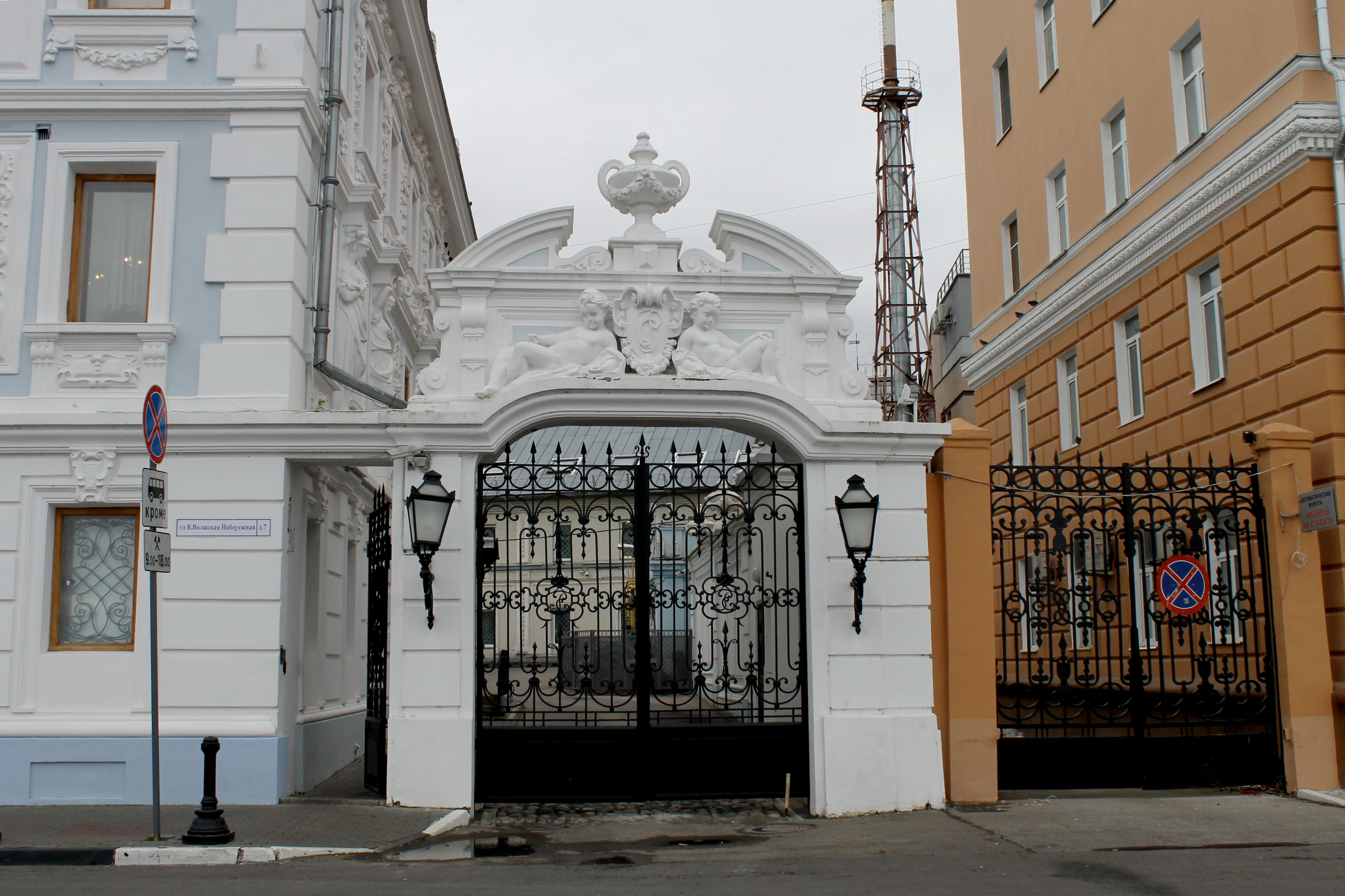
Portail de l'hôtel particulier.

L'hôtel Roukavichnikov est la première demeure de Nijni Novgorod à bénéficier de l'électricité en 1903. Un nouveau système d'eau courante est installé en 1906. L'hôtel particulier devient un des symboles de la ville et figure sur les cartes postales de l'époque et les photographies de Maxime Dmitriev.
Sergueï Roukavichnikov meurt en 1914. La propriété est nationalisée par les bolchéviques en 1918 et on y installe un musée à l'organisation duquel participent les fils de Sergueï Roukavichnikov, Ivan et Mitrophane. Des travaux internes ont lieu dans les années 1920. Le musée ouvre en 1924.
D'autres travaux commencent en 1935 se poursuivant de longues années, de même dans les années 1980. L'ensemble est inscrit à la liste du patrimoine protégé régional en 1983. Au début des années 1990, les financements des travaux d'entretien cessent à cause de la crise économique et l'état de l'édifice empire, Une restauration de fond intervient en 1997-2010.

## Composantes
- Maison de maîtres

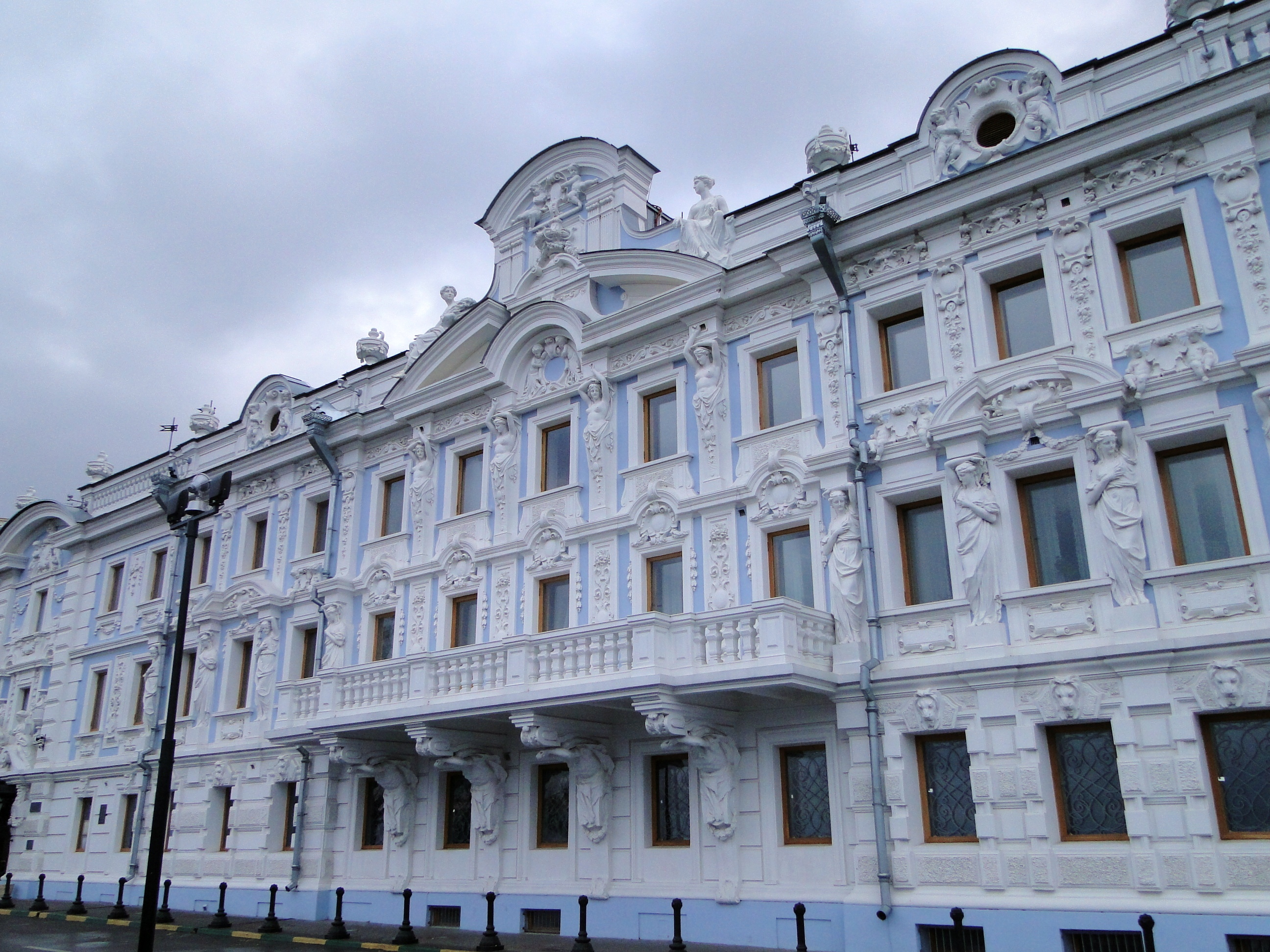
Façade.

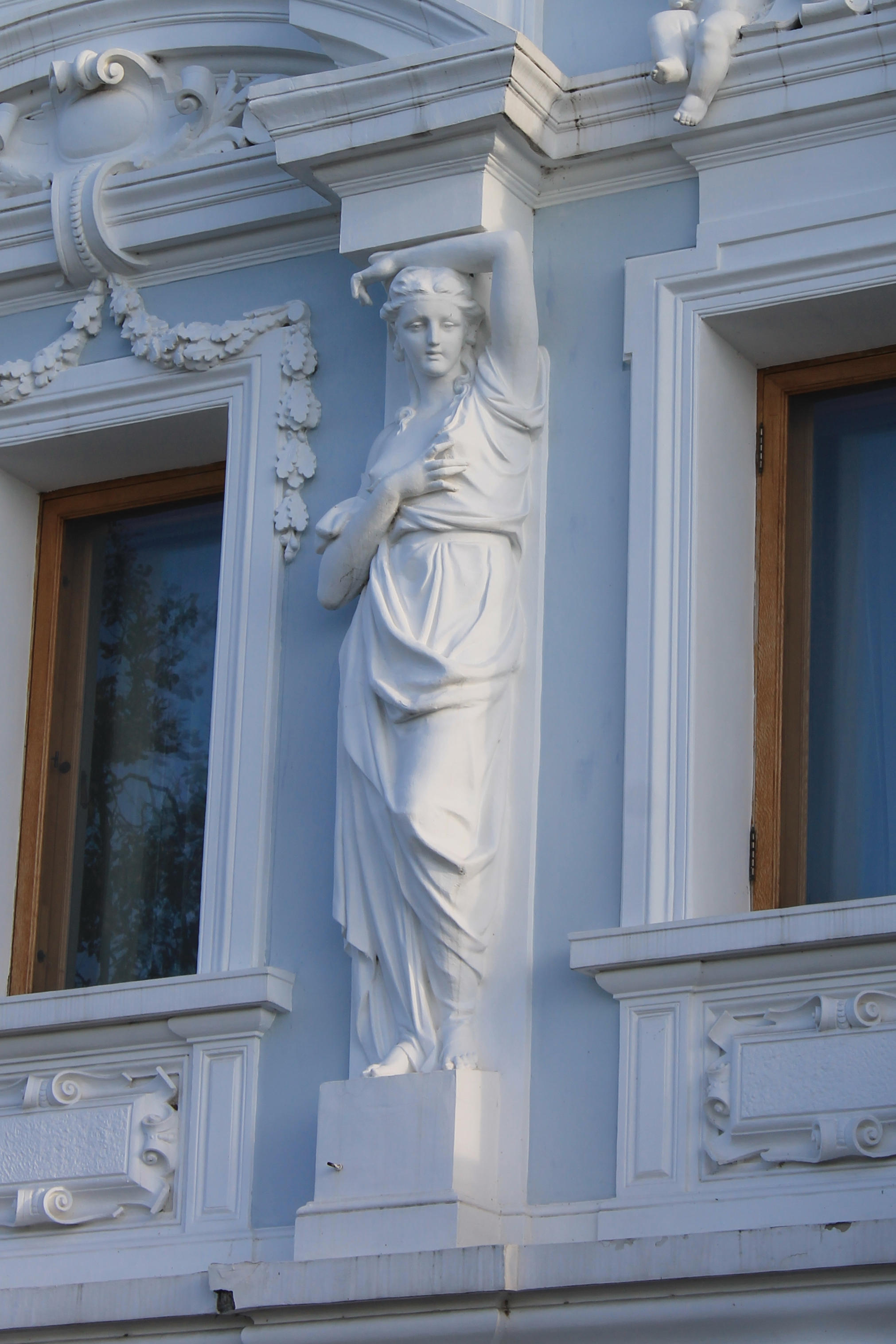
Caryatide.

La maison de maîtres à deux étages est construite dans le style d'un palazzo italien avec des détails baroques. Elle se trouve dans l'angle Est du terrain. La façade principale donne directement sur la Volga, Elle est richement décorée de sculptures et de moulages avec des détails inspirés de différentes époques, deux avant-corps, un balcon au premier étage, un grand attique au-dessus du fronton. Le parapet est orné de vases, le dessous des fenêtres de niches. Le stuc est largement utilisé, par exemple pour des motifs floraux, des guirlandes de feuilles et des festons. Des feuilles d'acanthes ornent les clefs des linteaux du rez-de-chaussée ou bien des mascarons à tête de lion. Le balcon d'honneur est soutenu par quatre consoles en atlantes. La partie centrale est décorée d'une frise soutenue d'hermès à torse féminin. Pour les avant-corps et les façades de côté, la ceinture de frise est soutenue par des caryatides. Le fronton principal et le fronton à volutes au-dessus de l'entrée sont marqués de sculptures de femmes assises vêtues à la grecque. Sur les côtés de la porte se trouvent des hermès d'anciens. Des sculptures d'anges dans diverses variantes ornent le deuxième étage et un cartouche au-dessus de la porte d'honneur montre le monogramme du propriétaire.
- Aile

Une aile à étage construite en briques recouvertes de plâtre présente un aspect éclectique historiciste avec des éléments du classicisme et du baroque. Elle se trouve dans la partie centrale du terrain. Un passage la relie au premier étage à la maison de maître. Sa façade est richement décorée sous la forme d'appuis de fenêtre et de ceintures entre les étages, le tout dominé d'une corniche, des niches avec des cartouches en stuc et un remplissage de piliers en forme de chaînes d'ovales allongés verticalement. La façade est couronnée d'un attique baroque avec une extrémité en forme d'arc et un puits de lumière rond avec moulures en stuc. Aux angles arrondis du bâtiment se trouvent des panneaux rectangulaires avec moulures en stuc en forme de chutes d'ornements de jetés de feuilles. Toutes les fenêtres ont des plateaux profilés et sont décorées de sandrids en forme de frontons triangulaires déchirés par des clefs de voûte ; au niveau du rez-de-chaussée, les tympans des frontons sont complétés de cartouches à guirlandes de stuc; au premier, de compositions de cartouches ronds.
- Bâtiment de service

Les communs se trouvent à l'angle Sud-Ouest du terrain. Ils sont reliés à l'aile dont ils partagent la décoration extérieure. La façade donnant rue Piskounov possède un riche décor de stuc, des corniches profilées, des craquelins, des rosettes, des jetés de feuilles, des acanthes, etc. Au-dessus des trois axes extérieurs, il y a un attique baroque avec une extrémité en forme d'arc et une fenêtre lumineuse ronde avec un cadre en stuc.
- Écuries

Ce bâtiment rectangulaire a été surélevé d'un étage à l'époque soviétique. Son décor originel a été refait à l'identique dans les années 2000 avec de petites rosettes et jetés de feuilles.
- Clôture de briques et portails

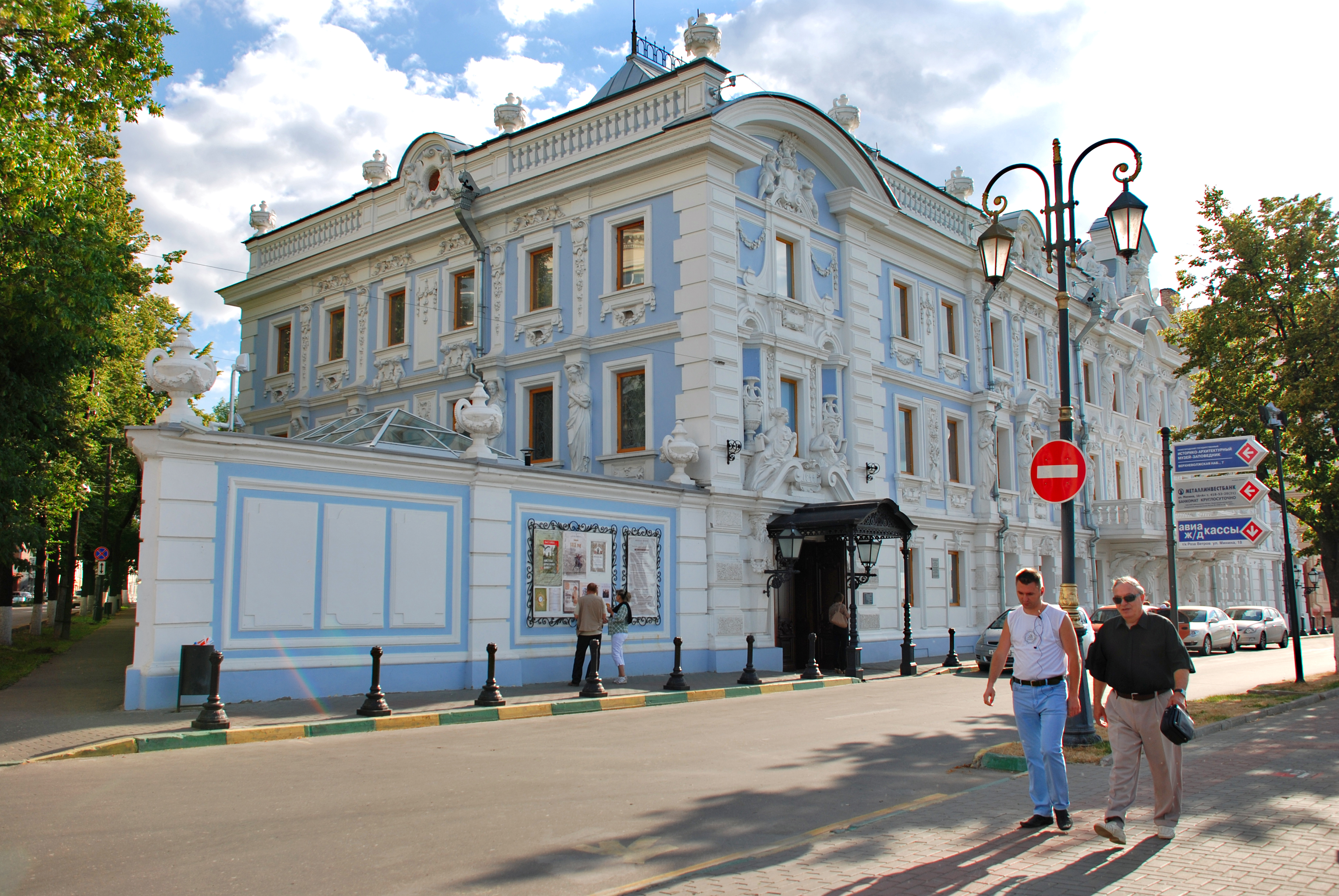
Fragment de clôture.

La propriété est entourée d'une haute clôture de briques avec portails et guichets. Les portails sont en cours de restauration d'après les anciennes photographies.